# Добратиче-Кольонія
Добратиче-Кольонія (пол. Dobratycze-Kolonia) — село в Польщі, у гміні Тереспіль Більського повіту Люблінського воєводства.
Населення — 105 осіб (2011).
У 1975—1998 роках село належало до Білопідляського воєводства.

## Демографія
Демографічна структура станом на 31 березня 2011 року:
|          | Загалом | Допрацездатний вік | Працездатний вік | Постпрацездатний вік |
| -------- | ------- | ------------------ | ---------------- | -------------------- |
| Чоловіки | 48      | 14                 | 30               | 4                    |
| Жінки    | 57      | 15                 | 27               | 15                   |
| Разом    | 105     | 29                 | 57               | 19                   |